# Slatino (Tearce)
Pour les articles homonymes, voir Slatino.
Slatino (en macédonien Слатино ; en albanais Sllatina) est un village du nord-ouest de la Macédoine du Nord, situé dans la municipalité de Téartsé. Le village comptait 4112 habitants en 2002. Il est majoritairement albanais.

## Démographie
Lors du recensement de 2002, le village comptait :
- Albanais : 4 018
- Macédoniens : 11
- Roms : 7
- Serbes : 1
- Autres : 75